# Малокармалинське сільське поселення
Малокармали́нське сільське поселення (рос. Малокармалинское сельское поселение) — муніципальне утворення у складі Ібресинського району Чувашії, Росія. Адміністративний центр — село Малі Кармали.

## Населення
Населення — 1454 особи (2019, 1796 у 2010, 1891 у 2002).

## Склад
До складу поселення входять такі населені пункти:
| Населений пункт    | Населення, осіб (2002) | Населення, осіб (2010) |
| ------------------ | ---------------------- | ---------------------- |
| Кубня, присілок    | 636                    | 533                    |
| Липовка, селище    | 388                    | 409                    |
| Малиновка, селище  | 173                    | 169                    |
| Малі Кармали, село | 551                    | 522                    |
| Смичка, селище     | 143                    | 163                    |